# Petru Mirciov
Petru Mirciov (n. 25 februarie 1946) este un politician bulgar bănățean. A fost deputat în legislatura 2000-2004, ales în județul Timiș din partea Uniunii Bulgare din Banat. Petru Mirciov a fost membru în grupurile parlamentare de prietenie cu Republica Algeriană Democratică și Populară, Republica Franceză-Adunarea Națională și Republica Bulgaria.

## Legături externe
- Petru Mirciov[nefuncțională – arhivă]
 la cdep.ro